# 권귀옥
권귀옥(1950년 2월 6일 ~ )은 희극 배우 겸 성우로 활동했었던 대한민국의 배우 겸 도예가이다.

## 생애
1968년 연극배우 첫 데뷔 후 같은 해 1968년 MBC 공채 3기 성우 데뷔하였으며 2년 후 1970년 MBC 공채 2기 탤런트로써 본격적으로 TV 방송국에 발을 들였다. 2년 남짓을 탤런트로 들어와 연기를 하는 과정에서 뛰어난 순발력과 위트감각을 보였으나, 1972년 6월 교통사고로 얼굴, 다리 등을 크게 다쳐 1년 동안 활동을 쉬었다. 병상에 있을 당시 코미디계의 대부로부터 희극배우를 권유받았고 코미디언으로 전향하였다. 
성형수술만도 6차례 받은 뒤 재기하여 73년 10월 《웃으면 복이와요》에 출연하며, 이기동과 콤비를 이뤄 '땅딸이 이기동과 늘씬미녀 미스 권'으로 인기를 끌었다. 당시 165cm의 큰 키와 미모로 '한국의 루실 볼'로 불리기도 했다.
한창 인기 절정이던 1980년 7월, 결혼을 위해 모든 활동을 접고 미국행을 택했다. 1981년 첫번째 귀국하였으며 1985년, 두번째 일시 귀국하여 강석과 함께 《라디오 가요 퀴즈》를 진행했으며 1988년에도 일시 귀국하여 《코미디 극장》에 출연한 바 있다. 
활동 휴지 기간 동안 패션 대리점을 경영하였고 지점토 사범증, 제과사 자격증을 딴 바 있다. 이혼 후 딸과 함께 돌아왔으며 1999년에 19년 만에 드라마에 출연하였다. 그 후, 아이들을 위한 사회운동가, 도예가로 왕성한 활동을 하고 있다.

## 학력
- 동래여자중학교
- 한양대학교 가정학과

## 경력
- 수양부모협회 후원회장

## 출연

### 드라마
- 《강변살자》(1970년, MBC)
- 《장희빈》(1971년, MBC)
- 《수사반장》 (1972~1973년, MBC)
- 《막내 며느리》 (1978년, MBC) - 첫째 며느리 역
- 《우주탐험대》 (1978년, MBC)
- 《하얀 민들레》 (1979년, MBC) - 진숙 역
- 《전원일기》(1981년, MBC) - 금동이 친엄마 역
- 일요베스트 《즐거운 여자》 (1999년, KBS2) - 평자 역[5]
- 《여왕의 조건》 (2005년, SBS) - 오영순 역
- 《애정만만세》 (2011~2012, MBC) - 크리스탈 박과 골프치는 여자 역
- 《산 너머 남촌에는 2》 (2012년, KBS2) - 정은옥 역

### 영화
- 《아리송해》 (1979년)

### 예능
- 《쇼 반세기》 (1971년, MBC)
- 《웃으면 복이와요》  (1973~1976년, MBC)
- 《부부만세》 (1974~1975년, MBC)
- 《유쾌한 청백전》 (1974~1975년, MBC)
- 《코미디대행진》  (1975년, MBC)
- 《스타쇼》  (1975년, MBC)
- 《에야디야》  (1976년, MBC)
- 《이밤을 즐겁게》  (1976년, MBC)
- 《두더지대작전》  (1976년, MBC)
- 《비실이와 띨띨이》  (1977년, MBC)

### 라디오
- 《라디오 가요 열차》 (1977년, MBC) - 공동 DJ
- 《싱글벙글쇼》 (1978년, MBC) - 진행
- 《저녁의 희망가요》 (1980년, DBS) - 진행
- 《다시 듣고 싶은 노래》 (1980년, DBS) - 진행
- 《라디오 가요 퀴즈》 (1985년, MBC) - DJ
- 《가로수를 누비며》 (1985년, KBS) - DJ

## 수상 경력
- 1976년 MBC 코미디 부문 최우수 연기상

## 참고 사항
- 1978년, 탤런트협회에 재가입하고[6] 드라마에 다시 출연하기 시작하였다.[7]
- 1979년, 여자 코미디언 부문 <대중의 우상> 조사에서 61%로 1위를 차지하였다.[8]